# Erica Lillegg
Erica Lillegg, nata Maria Erika Paula Lillegg (Graz, 18 gennaio 1907 – Cosne-Cours-sur-Loire, 12 dicembre 1988), è stata una scrittrice austriaca di lingua tedesca, specializzata nella letteratura per l'infanzia.
Tra i suoi lavori spiccano Vevi e Zolfanello, entrambi pubblicati per la prima volta in Italia nel 1959 nella collana Il Martin Pescatore, fondata e diretta da Donatella Ziliotto per la Vallecchi di Firenze. 
Dopo la chiusura della collana per difficoltà economiche dell'editore, Vevi è stato ripubblicato nella collana Gl'Istrici della Salani nel 1991 e nel 2019 ne è stata tratta una rappresentazione teatrale, in seguito alla riscoperta delle opere di Erica Lillegg.

## Biografia

### Famiglia e studi
Erica Lillegg nacque a Graz nel 1907, penultima di sette figli. Suo padre morì nel 1909, prima della nascita della figlia ultimogenita. Completata la scuola elementare e finiti gli studi presso il liceo classico a Vienna, Erica iniziò la propria formazione come assistente di laboratorio chimico. Dopo questa formazione studiò tedesco all'Università di Vienna, cominciando a lavorare come giornalista. 

### Dal matrimonio alla fine della guerra
Nel 1935 conobbe Edgar Jené, un pittore e grafico surrealista tedesco trasferitosi in Francia per studi artistici. Si sposarono nel 1939 e in Francia Erica ebbe modo di conoscere importanti surrealisti come André Breton. Iniziò così a tradurre molti testi surrealisti dal francese al tedesco, gestendo anche un salotto artistico con il marito a Vienna. Durante la seconda guerra mondiale Erica Lillegg trovò lavoro come segretaria nel municipio di Vienna, mentre suo marito trovò impiego come traduttore nel campo di prigionia di Gneixendorf, vicino alla città statuaria di Krems an der Donau.

### Secondo dopoguerra e carriera letteraria
Alla fine della seconda guerra mondiale, Erica Lillegg e il marito tentarono di fondare un nuovo movimento di tipo surrealista.
Il poeta rumeno Paul Celan, alla fine del 1947, entrò in contatto con questo nuovo circolo surrealista. Da quel momento Erica Lillegg iniziò una relazione amichevole con Celan, durata fino al 1960.
Nel 1948 venne pubblicato il primo libro di Erica Lillegg: Jakob era un calzolaio. In Germania ebbe molto successo mentre in patria la fama tardò ad arrivare, tant'è che la Lillegg venne a lungo considerata una scrittrice tedesca e non austriaca, credenza alimentata anche dal semplice fatto che pubblicò in Germania. Proseguì scrivendo articoli per giornali di lingua tedesca e nel 1953 si trasferì a Parigi. Nel 1955 venne pubblicato ad Amburgo il romanzo Vevi, sua opera principale assieme a Zolfanello, che venne pubblicato due anni dopo. Il romanzo è stato tradotto in cinque lingue (olandese, svedese, italiano, danese e giapponese) e un anno dopo dalla pubblicazione venne inserito tra i candidati per il German Youth Book Prize. Alla fine fu grazie a Zolfanello, pubblicato a Stoccarda nel 1957, che Erica Lillegg vinse il German Youth Book Prize nel 1958. Vevi fu poi inserito nella lista d'onore per il Premio Hans Christian Andersen. La sua produzione letteraria continuò negli anni successivi.

### Morte
Erica Lillegg morì a Cosne-Cours-sur-Loire, a 81 anni di età, ed è oggi considerata una pionera della letteratura fantastica per bambini in lingua tedesca.

## Opere
- Jakob era un calzolaio (1948)
- Vevi (1955)
- Zolfanello (1957)